# (35038) 1981 EL32
1981 EL32 (asteroide 35038) é um asteroide da cintura principal. Possui uma excentricidade de 0.06948510 e uma inclinação de 13.07075º.
Este asteroide foi descoberto no dia 7 de março de 1981 por Schelte J. Bus em Siding Spring.